# Galbula pastazae
Galbula pastazae е вид птица от семейство Galbulidae. Видът е световно застрашен, със статут Уязвим.

## Разпространение
Видът е разпространен в Еквадор, Колумбия и Перу.